# Sushi (software)
Sushi è un software per l'anteprima dei file integrato con Nautilus, file manager di GNOME.

## Storia
È stato introdotto in GNOME Shell 3.2, il suo compito è di mostrare l'anteprima dei file in Nautilus attraverso la pressione del tasto [Spazio]. Tra le altre cose permette di ascoltare file audio ed eseguire file video attraverso GStreamer.